# Västernorrlands läns valkrets
Västernorrlands läns valkrets är en av valkretsarna vid val till Sveriges riksdag.

## Mandatantal
I det första valet till enkammarriksdagen 1970 hade valkretsen elva fasta mandat. I valet 1979 sänktes antalet till tio mandat, ett antal som sedan förblev oförändrat åtminstone till 1998 då antalet mandat minskade till 9 stycken. I riksdagsvalet 2006 hade valkretsen nio fasta mandat men kommer från och med riksdagsvalet 2010 ha åtta. Antalet utjämningsmandat var två i valet 1970, ett i valen 1973–1976, två i valen 1976–1979, tre i valet 1982, ett i valet 1985 och två i valen 1988–1994. I valet 2006 hade valkretsen två utjämningsmandat.
| 1970 | 1973 | 1976 | 1979 | 1982 | 1985 | 1988 | 1991 | 1994 | 1998 | 2002 | 2006 | 2010 | 2014 | 2018 |
| ---- | ---- | ---- | ---- | ---- | ---- | ---- | ---- | ---- | ---- | ---- | ---- | ---- | ---- | ---- |
| 11   | 11   | 11   | 10   | 10   | 10   | 10   | 10   | 10   | 9    | 9    | 9    | 8    | 8    | 8    |

## Ledamöter i enkammarriksdagen (listan ej komplett)

### 1971–1973
- Thorbjörn Fälldin, c
- Gunnar Hedlund, c
- Rolf Sellgren, fp
- Ivar Högström, s
- Rune Jonsson, s
- Stig Olsson, s
- Otto Stadling, s
- Bernhard Sundelin, s
- Bengt Wiklund, s
- Gustav Lorentzon, vpk

### 1974–1975/76
- Thorbjörn Fälldin, c
- Rolf Sellgren, fp
- Ivar Högström, s
- Stig Olsson, s
- Otto Stadling, s
- Bernhard Sundelin, s
- Bengt Wiklund, s
- Gustav Lorentzon, vpk

### 1976/77–1978/79
- Thorbjörn Fälldin, c
- Rolf Sellgren, fp
- Ivar Högström, s
- Rune Jonsson, s
- Stig Olsson, s
- Bengt Wiklund, s
- Gustav Lorentzon, vpk

### 1979/80–1981/82
- Thorbjörn Fälldin, c
- Rolf Sellgren, fp
- Rune Jonsson, s
- Stig Olsson, s
- Bengt Wiklund, s

### 1982/83–1984/85
- Thorbjörn Fälldin, c
- Nils-Olof Grönhagen, s (avliden 26 mars 1983)
  - Sven Lundberg, s (1983–1985)
- Rune Jonsson, s
- Stig Olsson, s
- Bengt Wiklund, s

### 1985/86–1987/88
- Thorbjörn Fälldin, c (till 10/1 1986)
- Sigge Godin, fp
- Rune Jonsson, s

### 1988/89–1990/91
- Sigge Godin, fp
- Rune Jonsson, s

### 1991/92–1993/94
- Sigge Godin, fp
- Hans Stenberg, s

### 1994/95–1997/98
- Görel Thurdin, c
- Sigge Godin, fp
- Eva Björne, m
- Göran R Hedberg, m (avliden 15 december 1995)
  - Åke Sundqvist (1995–1998)
- Roy Ottosson, mp
- Susanne Eberstein, s
- Bo Holmberg, s (1994–1996)
  - Kerstin Kristiansson Karlstedt, s (1996–1998)
- Agneta Lundberg, s
- Sven Lundberg, s
- Hans Stenberg, s
- Britta Sundin, s
- Jan Jennehag, v

### 1998/99–2001/02
- Birgitta Sellén, c[3]
- Jan Erik Ågren, kd[3]
- Per-Richard Molén, m[3]
- Susanne Eberstein, s[3]
- Kerstin Kristiansson, s[3]
- Agneta Lundberg, s[3]
- Göran Norlander, s[3]
- Hans Stenberg, s[3]
- Claes Stockhaus, v[3]
- Gunilla Wahlén, v[3]

### 2002/03–2005/06
- Birgitta Sellén, c[4]
- Solveig Hellquist, fp[4]
- Lars Lindén, kd[4]
- Bertil Kjellberg, m[4]
- Susanne Eberstein, s[4]
- Kerstin Kristiansson Karlstedt, s[4]
- Agneta Lundberg, s[4]
- Göran Norlander, s[4]
- Hans Stenberg, s[4]
- Gunilla Wahlén, v[4]

### 2006/07–2009/10
- Birgitta Sellén, c[5]
- Solveig Hellquist, fp[5]
- Lars Lindén, kd[5]
- Lena Asplund, m[5]
- Bertil Kjellberg, m[5]
- Susanne Eberstein, s[5]
- Agneta Lundberg, s[5]
- Jasenko Omanović, s[5]
- Eva Sonidsson, s[5]
- Hans Stenberg, s[5]
- Gunilla Wahlén, v[5]

### 2010/11–2013/14
- Emil Källström, C[6]
- Lena Asplund, M[6]
- Eva Lohman, M[6]
- Susanne Eberstein, S[6]
- Ingemar Nilsson, S[6]
- Kristina Nilsson (invald under namnet Christina Karlsson), S[6]
- Jasenko Omanović, S[6]
- Eva Sonidsson, S[6]
- Christina Höj Larsen, V[6]

### 2014/15–2017/18
- Emil Källström, C[7]
- Lena Asplund, M[7]
- Eva Lohman, M[7]
- Susanne Eberstein, S[7]
- Ingemar Nilsson, S[7]
- Kristina Nilsson, S[7]
- Jasenko Omanović, S[7]
- Eva Sonidsson, S[7]
- Mattias Bäckström Johansson, SD[7]
- Christina Höj Larsen, V[7]

### 2018/19–2021/22
- Emil Källström, C[8] (2018/19–2020/21)
  - Anne-Li Sjölund, C (ersättare för Emil Källström 22/9 2020–31/3 2021; ledamot 2021/22)
- Jörgen Berglund, M[8]
- Malin Larsson, S[8]
- Stefan Löfven, S[8] (statsminister 2018/19–30/11 2021; ledamot 2018/19–15/11 2021)
  - Jasenko Omanović, S (ersättare för Stefan Löfven 2018/19–31/8 2021)
    - Anna-Belle Strömberg, S (ersättare för Stefan Löfven 1/9 2021–15/11 2021, därefter ledamot)
- Ingemar Nilsson, S[8] (2018/19–31/8 2021)
  - Jasenko Omanović, S (från 1/9 2021)
- Kristina Nilsson, S[8]
- Johnny Skalin, SD[8]
- Christina Höj Larsen, V[8]

### 2022/23–2025/26
- Anne-Li Sjölund, C[9]
- Jörgen Berglund, M[9]
- Peder Björk, S[9]
- Peter Hedberg, S[9]
- Malin Larsson, S[9]
- Anna-Belle Strömberg, S[9]
- Ulf Lindholm, SD[9]
- David Lång, SD[9]
- Isabell Mixter, V[9]

## Riksdagsledamöter i första kammaren
Vid tvåkammarriksdagens tillkomst 1867 var Västernorrlands läns valkrets en egen valkrets i första kammaren. Antalet mandat var från början fyra, men höjdes till fem år 1878, sex år 1886 och sju från och med urtima riksdagen 1892. Från och med förstakammarvalet 1921 ingick länet i Västernorrlands läns och Jämtlands läns valkrets.

### 1867–1911 (successivt förnyade mandat)
- Anders Fredrik Beckman (1867–1872)
  - Fredrik Burman (1873–1887)
    - Wilhelm Huss (1888–1889)
      - John Lindqvist (1890–1891)
        - Gustaf Ryding, min (1892–1893)
          - Axel Asker (1894–1902)
            - Carl David Uppström, min 1903–1904, mod 1905–1911 (1903–1911)

- Ludvig Manderström (1867–1873)
  - Svante Hamberg (1874–1876)
    - Christian Fröberg (1877–1879)
      - Ulrik Bergmanson (1880)
        - Christian Fröberg, min 1888–1904, mod 1905 (1881–första urtima riksdagen 1905)
          - Gustaf Rudebeck, prot 1905–1909, fh 1910–1911 (andra urtima riksdagen 1905–1911)

- Anders Ros (1867–1875)
  - Jonas Sjölund (1876–1880)
    - Jonas Widén (1881–1886)
      - August Næsström (1887–1888)
        - Gustaf Sparre, min 1889–1895, vilde 1896–1908 (1889–1908)
          - Gustaf Knaust, mod (1909–1911)

- Haqvin Selander (1867–1870)
  - Jonas Widén (1871–1878)
    - Janne Gavelius (1879–1883)
      - Axel Ryding (1884–1887)
        - Herman Ölander, min (1888–1900)
          - Gustaf Andersson, min 1901–1904, mod 1905 (1901–första urtima riksdagen 1905)
            - Hugo Fahlén, mod (andra urtima riksdagen 1905–1911)

- Frithiof Cawallin (1878–1886)
  - Albert Anderson, min 1888–1904, mod 1905–1911 (1887–1911)

- Severin Axell (1886–1887)
  - Jonas Sjölund, min (1888–1894)
    - Olof Björklund, min (1895–1902)
      - Erik Hägglund, prot 1903–1909, fh 1910–1911 (1903–1911)

- Magnus Arhusiander, min (urtima riksdagen 1892–1894)
  - Johan Dahlberg, min (1895–1903)
    - Erik August Enhörning, mod 1905–1909 (1904–1909)
      - Johannes Hellner, mod 1910, fh 1911 (1910–1911)

### 1912
- Hugo Fahlén, n
- Ernst Håkanson, n
- Gustaf Knaust, n
- Jonas Schödén, n
- Julius Hagström, lib s
- Herman Kvarnzelius, lib s
- Alfred Stärner, lib s

### 1913–1918
- Hugo Fahlén, n
- Harald Hjärne, n
- Gustaf Knaust, n
- Jonas Schödén, n (1913–vårsessionen 1914)
  - Johan Permansson, n (höstsessionen 1914–1918)
- Herman Kvarnzelius, lib s
- Johan Sandler, lib s
- Alfred Stärner, lib s

### Lagtima riksdagen 1919
- Erik August Enhörning, n
- Hugo Fahlén, n
- Fritz Kaijser, n
  - Janne Schmidt, n (22/2–20/6 1919)
- Herman Kvarnzelius, lib s
- Henric Öhngren, lib s
- Janne Walles, s
- Carl Lindhagen, s vgr

### Urtima riksdagen 1919–1921
- Erik August Enhörning, n
- Leonard Tjällgren, bf
- Herman Kvarnzelius, lib s
- Henric Öhngren, lib s
- Fritz Lindqvist, s
- Janne Walles, s
- Carl Lindhagen, s vgr

## Riksdagsledamöter i andra kammaren
Västernorrlands läns valkrets var även en valkrets till andra kammaren under perioden 1922–1970. Fram till 1921 var länet däremot indelat i olika valkretsar, under perioden med majoritetsval 1866–1911 i kretsar med ett mandat vardera.
I andrakammarvalen 1866–1878 var landsbygden uppdelad på fem valkretsar, från söder till norr Torps, Tuna och Njurunda domsagas valkrets, Ljustorps, Sköns, Indals och Selångers domsagas valkrets, Boteå, Säbrå, Nora och Gudmundrå domsagas valkrets, Sollefteå och Ramsele domsagas valkrets samt Norra Ångermanlands domsagas valkrets.
I riksdagsvalet 1881 delades Norra Ångermanlands domsagas valkrets i Nätra och Nordingrå tingslags valkrets samt Själevads och Arnäs tingslags valkrets (i valet 1902 namnändrade till Nätra och Nordingrå domsagas valkrets respektive Själevads och Arnäs domsagas valkrets). I valet 1881 avskaffades också de båda Medelpadskretsarna Torps, Tuna och Njurunda domsagas valkrets och Ljustorps, Sköns, Indals och Selångers domsagas valkrets, vilka ersattes av Medelpads västra domsagas valkrets och Medelpads östra domsagas valkrets. Inför valet 1884 avskaffades även Boteå, Säbrå, Nora och Gudmundrå domsagas valkrets och Sollefteå och Ramsele domsagas valkrets, vilka ersattes av tre nya: Ångermanlands västra domsagas valkrets, Ångermanlands mellersta domsagas valkrets och Ångermanlands södra domsagas valkrets. I valet 1890 delades Medelpads östra domsagas valkrets upp i Sköns tingslags valkrets och Njurunda, Indals och Ljustorps tingslags valkrets. Därefter var landsbygdens valkretsindelning oförändrad till och med det sista valet med majoritetsval 1908.
Även länets städer hade skiftande valkretsindelning. Residensstaden Härnösand ingick från valet 1866 i Härnösands, Umeå, Luleå och Piteå valkrets, som i valet 1875 utvidgades till Härnösands, Umeå, Skellefteå, Piteå, Luleå och Haparanda valkrets. I valet 1878 överfördes Härnösand i stället till Härnösands och Östersunds valkrets, men från och med extravalet 1887 tillhörde staden Härnösands, Umeå och Skellefteå valkrets. Efter att Örnsköldsvik fått stadsrättigheter 1894 infördes i valet 1896 Härnösands och Örnsköldsviks valkrets, som blev bestående till och med 1908. Sundsvall tillhörde i valen 1866–1875 Sundsvalls och Östersunds valkrets men utgjorde i valen 1878–1908 en egen valkrets.
Vid införandet av proportionellt valsystem i valet 1911 avskaffades samtliga äldre andrakammarvalkretsar och länet indelades i Medelpads valkrets (med fyra mandat), Ångermanlands södra valkrets (med fyra mandat) samt Ångermanlands norra valkrets (med tre mandat).
Vid andrakammarvalet 1921 förenades länet slutligen till en enda sammanhållen valkrets. Antalet mandat var tio i valen 1921–1944, nio i valen 1948–1960 och åtta i valen 1964–1968.

### 1922–1924
- Carl Öberg, lmb
- Gerhard Strindlund, bf
- Robert Karlsson, lib s 1922–1923, fris 1924
- Ivar Österström, lib s 1922–1923, fris 1924
- Helmer Lagerkwist, s
- Carl Alfred Svensson, s
- Mauritz Västberg, s
- Carl Oscar Johansson, s vgr 1922–1923, s 1924
- Ivar Vennerström, s vgr 1922–1923, s 1924
- Helmer Molander, k

### 1925–1928
- Per Rudén, lmb
- Carl Öberg, lmb
- Gerhard Strindlund, bf
- Petrus Bergström, fris
- Carl Oscar Johansson, s
- Helmer Lagerkwist, s
- Carl Alfred Svensson, s (1925)
  - Henrik Frost, s (1926–1928)
- Ivar Vennerström, s (1925–1927)
  - Ernst Berg, s (1928)
- Mauritz Västberg, s
- Helmer Molander, kommunistisk vilde 1925, s 1926–1928

### 1929–1932
- Per Rudén, lmb
- Nils Sandström, lmb
- Per Jonas Edberg, bf
- Gerhard Strindlund, bf
- Petrus Bergström, fris
- Carl Oscar Johansson, s
- Helmer Lagerkwist, s (1929)
  - Ernst Berg, s (1930–1932)
- Helmer Molander, s
- Mauritz Västberg, s
- Oscar Öhman, k 1929, k (Kilbom) 1930–1932

### 1933–1936
- Per Rudén, lmb (1933–1934)
  - Per Westin, h (1935–1936)
- Nils Sandström, lmb 1933–1934, h 1935–1936
- Gerhard Strindlund, bf
- Ivar Österström, fris 1933–1934, fp 1935–1936
- Ernst Berg, s
- Adolf Englund, s
- Carl Oscar Johansson, s
- Lars Jonsson, s
- Helmer Molander, s
- Erik Norén, s

### 1937–1940
- Nils Sandström, h
- Gerhard Strindlund, bf
- Ivar Österström, fp
- Ernst Berg, s
- Lars Jonsson, s
- Helmer Molander, s
- Karl Mäler, s
- Erik Norén, s
- Emil Näsström, s
- Axel Nordström, k

### 1941–1944
- Brynolf Stattin, h
- Gerhard Strindlund, bf (1941)
  - Gunnar Hedlund, bf (1942–1944)
- Ivar Österström, fp (1941–15/12 1943)
  - Alfred Åslin, fp (1944)
- John Andersson, s
- Ernst Berg, s
- Lars Jonsson, s
- Helmer Molander, s (1/1–11/6 1941)
  - Judith Olsson, s (20/10 1941–1944)
- Karl Mäler, s
- Erik Norén, s
- Hulda Skoglund-Lindblom, s

### 1945–1948
- Brynolf Stattin, h
- Per Jonas Edberg, bf
- Gunnar Hedlund, bf
- Einar Osterman, fp
- John Andersson, s
- Ernst Berg, s (1945–23/8 1948)
  - Hulda Skoglund-Lindblom, s (18/10–23/12 1948)
- Lars Jonsson, s
- Karl Mäler, s (1945–1947)
  - Harald Kärrlander, s (1948)
- Erik Norén, s
- Axel Nordström, k

### 1949–1952
- Brynolf Stattin, h (1949–15/8 1950)
  - Ruth Hellström, h (17/10 1950–1952)
- Gunnar Hedlund, bf
- Oscar Andersson, fp
- Edvin Bäckström, fp (1949–1950)
  - John Anderson, fp (1951–1952)
- Alf Andersson, s
- John Andersson, s
- Lars Jonsson, s
- Harald Kärrlander, s
- Erik Norén, s

### 1953–1956
- Nils Fröding, h
- Gunnar Hedlund, bf
- John Anderson, fp
- Fridolf Johansson, fp (1953–11/9 1955)
  - Brita Löwenhielm, fp (18/10 1955–1956)
- Alf Andersson, s
- John Andersson, s (1953–18/7 1955)
  - Bernhard Sundelin, s (18/10 1955–1956)
- Lars Jonsson, s
- Harald Kärrlander, s
- Erik Norén, s

### 1957–vårsessionen 1958
- Nils Fröding, h
- Gunnar Hedlund, bf/c
- John Anderson, fp
- Oscar Andersson, fp
- Alf Andersson, s
- Lars Jonsson, s
- Harald Kärrlander, s
- Erik Norén, s
- Bernhard Sundelin, s

### Höstsessionen 1958–1960
- Nils Fröding, h
- Thorbjörn Fälldin, c
- Gunnar Hedlund, c
- John Anderson, fp
- Alf Andersson, s
- Lars Jonsson, s
- Harald Kärrlander, s
- Erik Norén, s (1958–30/3 1960)
  - Elvira Holmberg, s (13/4–31/12 1960)
- Bernhard Sundelin, s

### 1961–1964
- Nils Fröding, h
- Thorbjörn Fälldin, c
- Gunnar Hedlund, c
- John Anderson, fp
- Alf Andersson, s
- Elvira Holmberg, s
- Harald Kärrlander, s
- Bo Martinsson, s
- Bernhard Sundelin, s

### 1965–1968
- Gunnar Hedlund, c
- John Anderson, fp
- Alf Andersson, s
- Elvira Holmberg, s
- Harald Kärrlander, s (1965–30/9 1966)
  - Bengt Wiklund, s (18/10 1966–1968)
- Bo Martinsson, s
- Bernhard Sundelin, s
- Gustav Lorentzon, k/vpk

### 1969–1970
- Thorbjörn Fälldin, c
- Gunnar Hedlund, c
- Rolf Sellgren, fp
- Elvira Holmberg, s
- Bo Martinsson, s
- Stig Olsson, s
- Bernhard Sundelin, s
- Bengt Wiklund, s